# Transactions of the American Neurological Association
Transactions of the American Neurological Association (bibliografische Abkürzung gemäß Index Medicus: Trans Am Neurol Assoc) war eine Serie von Tagungsbänden. Sie wurde 1875 begründet, um die Beiträge der Tagungen der American Neurological Association (ANA) zu veröffentlichen. Die Ausgaben von 1964 bis 1981 (Nr. 89–106) sind in MEDLINE und PubMed indexiert. 1981 wurde Transactions of the American Neurological Association eingestellt.